# دیرین‌خارسرتباران
دیرین‌خارسرتباران (نام علمی: Palaeacanthocephala) نام یک رده از شاخه خارسرتباران است.